# Saint-Martin-d'Abbat
Saint-Martin-d'Abbat is een gemeente in het Franse departement Loiret (regio Centre-Val de Loire). De plaats maakt deel uit van het arrondissement Orléans. Saint-Martin-d'Abbat telde op 1 januari 2022 1.825 inwoners.

## Geografie
De oppervlakte van Saint-Martin-d'Abbat bedroeg op 1 januari 2022 38,97 vierkante kilometer; de bevolkingsdichtheid was toen 46,8 inwoners per km².

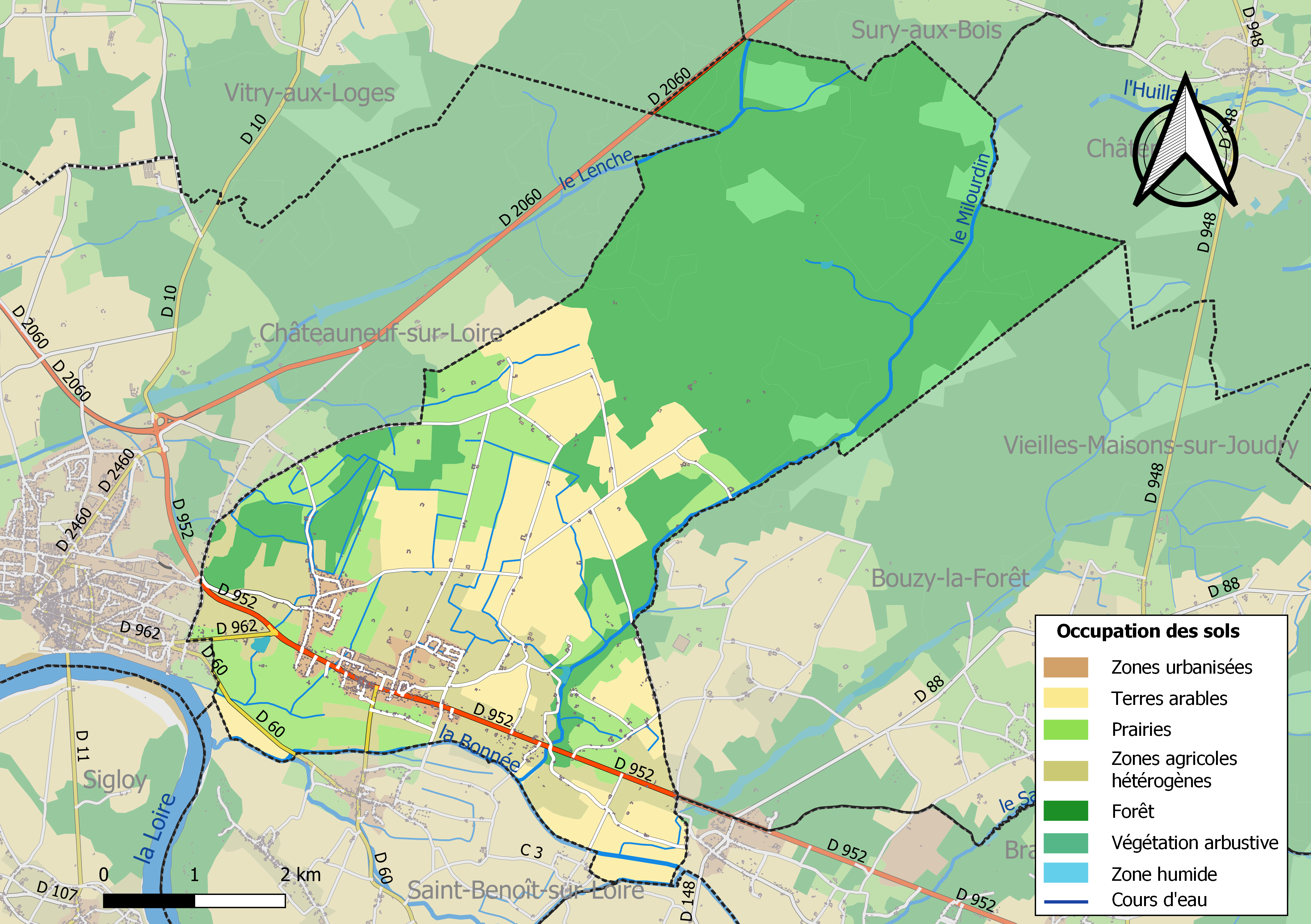
Kaart van de gemeente met de belangrijkste infrastructuur, bodemgebruik en omliggende gemeenten

## Demografie
Onderstaande figuur toont het verloop van het inwonertal (bron: INSEE-tellingen).